# Edmond Brazès
Edmond Brazès (Ceret, Vallespir 1893 - 10 de juny del 1980) fou un escriptor nord-català. Barber d'ofici, dedicava el temps lliure a escriure poesies, narracions, una peça de teatre, llibre de records i memòries. Col·laborà durant 40 anys a La Tramontane. És considerat un dels escriptors que han sortit directament de la vena popular sense gaires estudis, com Jordi Pere Cerdà. Fou secretari de la secció catalana dels Jocs Florals de la Ginesta d'Or i deixeble de Josep Sebastià Pons, també participà en la fundació del Grup Rossellonès d'Estudis Catalans (GREC).
La revista Terra Nostra i l'editorial Trabucaire han publicat les seves obres completes el 2003.

## Obres
- La vie et l'oeuvre de Mossèn Esteve Caseponce (1948), assaig
- L'ocell de les cireres (1957), poesia
- Històries del veïnat (1965), narració
- La neu (1970), peça de teatre
- Els tres ocells (Terra Nostra, 1979)[1]
- Œuvres complètes (Trabucaire, 2003)